# أبايي (فلم)
أبايي وتعني حب أم (بالإنجليزية: A Mother's Love)، هُو فيلم دراما وسيرة ذاتية نيجيري صدر سنة 2014 وأخرجه ديزموند أليوت. الفيلم من بطولة كل من كلاريون تشوكوورا وKanayo O. Kanayo وبليندا إيفا ومبونغ أماتا.

## وصلات خارجية
- مقالات تستعمل روابط فنية بلا صلة مع ويكي بيانات